# コパ・エバ・ドゥアルテ
コパ・エバ・ドゥアルテ（西: Copa Eva Duarte）は、王立スペインサッカー連盟（RFEF）が開催していたスペインのサッカー大会の一つであり、ラ・リーガとコパ・デル・レイ（国王杯）の優勝クラブによって争われていた。1940年に「コパ・デ・カンペオネス Copa de Campeones」の名称で開催されたが、次に開催されたのは軍事政権との良好な関係によってアルゼンチン大使が「コパ・デ・オロ・アルヘンティーナ Copa de Oro Argentina」と呼ばれるトロフィーを提供した1945年のことであった。これらの大会はどちらも非公式大会であった。1947年、RFEFが毎年開催する公式大会として「コパ・エバ・ドゥアルテ・デ・ペロン Copa Eva Duarte de Perón」が設立された。大会名はアルゼンチン大統領フアン・ペロンとその妻のエバ・ペロンに敬意を表したものである。この大会は9月から12月の間に、通常一試合のみ開催される。本大会は現在のスーペルコパ・デ・エスパーニャの前身である。

## コパ・エバ・ドゥアルテの前身大会 優勝クラブ
| 年   |                                          | 優勝                     | 結果             | 準優勝                   |
| ---- | ---------------------------------------- | ------------------------ | ---------------- | ------------------------ |
| 1940 | コパ・デ・カンペオネス・デ・エスパーニャ | アトレティコ・マドリード | 10-4 (3–3 / 7-1) | RCDエスパニョール        |
| 1945 | コパ・デ・オロ・アルヘンティーナ         | バルセロナ               | 5-4              | アスレティック・ビルバオ |

## コパ・エバ・ドゥアルテ 優勝クラブ
| 年   |                        | 優勝                     | 結果            | 準優勝                   |
| ---- | ---------------------- | ------------------------ | --------------- | ------------------------ |
| 1947 | コパ・エバ・ドゥアルテ | レアル・マドリード       | 3–1             | バレンシア               |
| 1948 | コパ・エバ・ドゥアルテ | バルセロナ               | 1–0             | セビージャ               |
| 1949 | コパ・エバ・ドゥアルテ | バレンシア               | 7-4             | バルセロナ               |
| 1950 | コパ・エバ・ドゥアルテ | アスレティック・ビルバオ | 7–5 (5–5 / 2–0) | アトレティコ・マドリード |
| 1951 | コパ・エバ・ドゥアルテ | アトレティコ・マドリード | 2–0             | バルセロナ               |
| 1952 | コパ・エバ・ドゥアルテ | バルセロナ*              | -               | -                        |
| 1953 | コパ・エバ・ドゥアルテ | バルセロナ*              | -               | -                        |

*1952年と1953年は、ラ・リーガとコパ・デル・ヘネラリッシモ（総統杯）の2冠を達成したFCバルセロナにトロフィーが授与された。